# Russelia longifolia
Russelia longifolia är en grobladsväxtart som beskrevs av Carlson. Russelia longifolia ingår i släktet Russelia och familjen grobladsväxter. Inga underarter finns listade i Catalogue of Life.